# تيغومار (تامزموت)
تيغومار هي إحدى مشيخات المملكة المغربية، تتبع جغرافيا لإقليم زاكورة وإداريًا لتامزموت. يقدر عدد سكانها بـ 10462 نسمة حسب الإحصاء الرسمي للسكان والسكنى لسنة 2004.